# Pergamena bianca
La pergamena bianca è il diploma in bianco concesso dal re di Napoli Ferdinando I alla città della Cava, oggi Cava de' Tirreni. Il documento, ancora oggi esistente, fu consegnato il 4 settembre 1460 come ricompensa per la fedeltà dimostrata dalla Città della Cava al Regno Aragonese ed a Re Ferrante I D'Aragona, non inchinandosi a Carlo d'Angiò che ne contendeva il trono e subendo i cosiddetti "guasti" ossia, morte, assedio e devastazioni. Per tale fedeltà Re Ferrante chiamò a corte l'allora Sindaco Onofrio Scannapieco al quale chiese cosa desiderasse per la sua Città quale ricompensa per tanta fedeltà dimostrata. Il Sindaco ritornato a Cava, riunì la Città per decidere cosa fare. 
I cavesi, però, non vollero chiedere e, il 4 settembre 1460, Ferdinando I rinnovò la sua offerta con una nuova lettera accompagnata dalla Pergamena in bianco, che recava i sigilli e la sua firma, dove i Cavesi avrebbero potuto scrivere qualsiasi cosa gradissero. La pergamena non fu mai usata e si trova tuttora intatta nel palazzo comunale di Cava de' Tirreni.
Dal 1974 una manifestazione folkloristica, la "Disfida dei Trombonieri", celebra ogni anno l'evento. Durante l'evento, che si tiene la prima domenica di luglio, circa 1000 figuranti in costumi d'epoca sfilano per la città sui ritmi e le musiche delle proprie contrade di appartenenza, rievocando quella pagina di storia. La Disfida si svolge nello stadio comunale tra i trombonieri che rappresentano le quattro contrade aragonesi cittadine (Pasculano, Mitiliano, Sant'Adiutore e Corpo di Cava). La contrada vincente si aggiudica la Pergamena bianca, che conserverà fino all'edizione successiva.